# Rafidah
Rafida o Rafidah  es una palabra árabe (colectivo plural árabe: الرافضة , traducido ar- Rafida ; plural múltiple árabe: . . روافض , traducida Rawafid ; singular árabe: . رافضي , tranducida Rafidi ), que significa "el que rechaza" , "los que rechazan" o "los que se niegan" . La palabra se deriva de la raíz árabe consonántico ر ف ض , que como verbo significa "rechazar" . La forma singular no colectivo es "uno que rechaza" رافضي Rafidi.
Son miembros de la principal corriente Religiosa entre los Chiitas. En la Edad Media, el término - que significa "los que rechazan" o "rechazar" o "resistir" - se usa peyorativamente para referirse a todos los Musulmanes Chiitas por parte de los Musulmanes sunnis especialmente por los salafistas
Este nombre fue dado por primera vez a los que seguían a Zayd ibn Alí ibn al-Hussayn ibn Alí ibn Abi-Tàlib y a su hermano Muhammad al-Baqir como el sucesor del Imán Ali ibn al-Husayn nieto de Ali Ibn Abi Talib. Zayd Ibn Ali se negó y declaró ilegítima la sucesión de los dos primeros Califas, Abu Bakr as-Siddiq y Umar ibn al-Jattab. Los Chiitas rigurosos y Ortodoxos habían abandonado las ideas religiosas Sunista que hizo que los llamaran rafiddis (sectarios: los que se niegan o rechazan). Los zaydíes no son señalados al menos inicialmente como râfidis.

## Origen
El viajero y explorador Marroquí Ibn Battuta (1304-1377) es uno de los que utilizan el término para referirse a los Chiíes, en sus libros de viaje.
"Llegamos después de Asr en la ciudad de Isfahan, en el Irak Persa: Es una ciudad de las más grandes y más bellas; pero la parte más importante está en ruinas a causa de la discordia entre sunitas y Rafidas. Estos desacuerdos han seguido hasta ahora; ambas corrientes no dejarán de luchar."

## Uso moderno
En Egipto, en los últimos años, con el declive de las ideas del panarabismo, la identidad egipcia en la que se diferencia de la identidad árabe, fue objeto de una significativa nueva atención. La única resistencia a este movimiento provino de un grupos de Poetas que siguieron abrazando la idea del panarabismo  que se llamaban a sí mismos al-Râfidhun o la resistencia, y cuyos versos revelar su deseo de buscar las raíces de su identidad antes de la conquista árabe.
El término también se utiliza en el discurso de los movimientos salafistas en su lucha contra el chiismo.
- Datos: Q3182614